# Adolf Scherer
Adolf Scherer (Vrútky, 5 de maio de 1938 – Saint-Gilles, 22 de julho de 2023) foi um futebolista eslovaco que atuou na posição de atacante. Ele disputou 36 jogos e marcou 22 gols pela seleção da Tchecoslováquia.

## Carreira

### Seleção Tchecoslovaca
Scherer foi o mais importante jogador da campanha vice-campeão da Tchecoslováquia durante a Copa do Mundo de 1962, vencida pelo Brasil. Foi dele o gol nas quartas-de-final diante da Hungria, em vitória por 1 a 0 em 10 de junho, e na semifinal diante da Iugoslávia, quando anotou o segundo e terceiro gol na vitória por 3 a 1. Na final, foi dele o passe para Masopust abrir o placar diante do Brasil.

### Aposentadoria
Encerrou a carreira jogando na França, onde passou a residir, vivendo em Saint Gilles, próximo a Nimes. Seu filho Rudolph seguiu seu caminho, jogando no Nimes Olympique.

## Títulos
- Copa do Mundo de 1962 - 2º Lugar